# Didyr (département)
Didyr est un département et une commune rurale de la province du Sanguié, situé dans la région du Centre-Ouest au Burkina Faso.
En 2006, le dernier recensement comptabilise 41 604 habitants
Didyr possède un aéroport civil (Code OACI: DFCD).

## Villages
Le département se compose de 16 villages :
- Barla
- Bouldié
- Douloulcy
- Didyr (chef-lieu)
- Goko
- Goumi
- Imouga
- Kya
- Ladiana
- Ladiou
- Moguéya
- Mousséo
- Mouzoumou
- Pouni-Nord
- Yamadio
- Youloupo